# 野洲栗東バイパス
野洲栗東バイパス（やすりっとうバイパス）は、滋賀県野洲市小篠原から同県栗東市手原に至る国道8号のバイパス道路である。
国道8号現道の渋滞対策として事業中のバイパス道路であり、現在は全線未供用となっている。

## 概要

### 道路諸元
- 起点：滋賀県野洲市小篠原[1][2][3]
- 終点：滋賀県栗東市手原[1][2][3]
- 全長：4.7 km[1][2]
- 規格：第3種第1級[4]
- 道路幅員：40.0 m（橋梁部のみ 21.75 m[注釈 1]）
- 車線数：4車線（開通時は暫定2車線での供用予定）[2]
- 車線幅員：3.5 m（副道部 5.0 m）
- 設計速度：80 km/h[4]
- 道路管理者：国土交通省近畿地方整備局滋賀国道事務所[1]

### 概説
旧中山道としても知られる国道8号は、現在は主要国道として近畿と北陸とを結ぶ交通の大動脈であり、また名神高速道路の栗東ICへのアクセス道路も兼ねている。そのため現道区間の交通量が計画容量の2倍を超えるなど混雑・渋滞が慢性化しており、それに伴う追突事故の多発や、渋滞を迂回した車が周辺の生活道路・通学路へ侵入するなど、国道が域内の社会公害と化している現実がある。野洲栗東バイパスはそういった問題を解決するために計画された道路である。
1982年度（昭和57年度）に事業化されると、環境悪化を懸念する旧栗東町の住民からルートに関しての反対があり、1983年（昭和58年）より建設省滋賀国道工事事務所（当時、現在の国土交通省滋賀国道事務所）、滋賀県および地元自治体3市町（旧野洲町・守山市・旧栗東町）の5者で対策を協議を開始し、1988年度（昭和63年度）から1995年度（平成7年度）まで野洲町においてルート帯を含めた圃場整備事業を先行して実施した。1997年（平成9年）の5者合意、翌年より都市計画決定に関する手続開始を経て、2000年（平成12年）5月26日に都市計画が決定した。都市計画決定後は地元住民に対して説明会を実施したほか公共事業の見学会を実施するなどしたこともあり測量に理解を示す地区も出始めたものの、栗東市の一部地権者からは引き続きバイパス計画の白紙撤回を求める要望書が提出されるなどし、以降も事態はあまり進捗が見られなかった。
その後、滋賀国道事務所は2007年（平成19年）から2008年（平成20年）にかけて路線測量を実施。2011年（平成23年）にはルートの大部分を占める野洲市三上地区の自治会に計画の地元説明会を開催し計画が再始動の様相を見せると、2012年（平成24年）2月には3市の市長を中心とする「国道8号野洲栗東バイパス整備促進期成同盟会」が設立され、バイパス整備の促進が確認された。並行して滋賀国道事務所による予備設計や地元設計協議、用地杭の打設等が進められ、2013年度（平成25年度）より用地取得に着手。2014年度以降は用地測量や交差点の予備設計業務を行っており、同年9月19日には国土交通大臣（当時）の太田昭宏が現地視察をに訪れ、この区間の早期整備に意欲を示した。
国土交通省によれば2015年（平成27年）の時点で全体事業費は約290億円、計画交通量は1日当たり33,200台を見込む。前述の整備促進期成同盟会では、第79回国民体育大会（滋賀国体）の当初開催（コロナ禍に伴い1年延期）の2年前となる2022年度（令和4年度）までの供用を目標としていた。2019年（令和元年）10月の事業評価監視委員会の資料により、全体事業費は約650億円と大幅に増加し、計画交通量も35,600台/日に上方修正されている。
2025年（令和7年）秋に暫定2車線での供用開始を予定していたが、アスベスト処分量の増加に伴い延期の見通しとなった。
栗東市出庭 - 手原 (1.9 km) が2026年（令和8年）度に開通予定である。

## 歴史
- 1982年（昭和57年）度 - 事業化[2][3][4]。
- 2000年（平成12年）5月26日 - 都市計画を決定[2]。
- 2007年（平成19年）度 - 路線測量に着手。
- 2013年（平成25年）度 - 用地取得に着手。
- 2016年（平成28年）度 - 工事着手[2][3]。
- 2017年（平成29年）3月11日 - 起工式開催[16]。
- 2021年（令和3年）4月1日 - 栗東第二インターチェンジ付近にて交通規制開始[17]。

## 主な接続道路
- 滋賀県道504号小島野洲線
- 滋賀県道11号守山栗東線
- 滋賀県道145号片岡栗東線
- 名神高速道路栗東IC

## 接続する予定のバイパスの位置関係
（大津方面） - 現道（国道1号重複区間） - 野洲栗東バイパス（事業中） - 現道 - 米原バイパス - （敦賀方面）